# Дуць Ігор Андрійович
І́гор Андрі́йович Дуць (нар. 11 квітня 1994, смт Нижанковичі, Львівська область, Україна) — український футболіст, центральний захисник ФК «Лопатин».

## Життєпис
Народився 11 квітня 1994 року в місті Нижанковичі. Є вихованцем юнацьких футбольних академій «ФК Львів» та донецького «Шахтаря». У львівській команді грав у чемпіонаті ДЮФЛУ та молодіжній першості. Свою першу гру в ДЮФЛУ провів проти юнацької команди моршинської «Скали», де він на полі провів 70 хвилин, першим суперником з молодіжної першості став донецький «Олімпік-УОР». Згодом приєднався до академії гірників. У 2011 році закінчив свою футбольну освіту та перейшов в оренду в «Шахтар-3». 4 квітня 2011 року провів свій перший виступ у Другій лізі України як гравець «ФК Шахтар-3», відігравши на полі 90 хвилин. З 2011 по 2015 роки Грав за молодіжні склади «Шахтаря»: провів 67 матчів і забив 10 голів за команду U-21, а також 6 матчів за Шахтар U-19
9 жовтня 2014 року брав участь у товариській зустрічі донецького «Шахтаря» та італійської «Парми», яка закінчилася з рахунком 1-0 на користь італійців.
У сезоні 2015\16 став гравцем маріупольського «Іллічівця». Свій перший матч зіграв 1 серпня 2015 року проти київської команди «Оболонь-Бровар».
26 червня 2017 року на правах річної оренди став гравцем «Руху» з Винник.
З березня 2021 року виступає за казахський клуб «Окжетпес». 16 лютого 2024 перейшов до «Минаю», який тоді посідав передостаннє місце в турнірній таблиці, втім, через повномасштабне російське вторгнення друга половина сезону 2021—22 була скасована, і Дуць так і не зіграв за закарпатський клуб.
Влітку 2022 року розпочинає свої виступи у зелено-білій футболці у складі львівських «Карпат».
У липні 2023 Дуць повернувся до «Руху», приєднавшись до «Руху-2», який щойно здобув професіональний статус. Паралельно з грою в другій лізі Дуць був граючим тренером команди в штабі Володимира Безуб'яка. Навесні 2024 також виступав за третю команду «Рух-3» в обласній Прем'єр-лізі.
Узимку 2025 долучився до аматорського ФК «Лопатин».